# 사리원면옥
사리원 면옥은 대전광역시에 있는 평양냉면 식당이다. 6.25 직후 대전에 처음으로 평양냉면을 소개한 곳으로 알려져 있다. 

## 역사

### 개요
사리원 면옥은 대전에 냉면 문화를 뿌리게 한 식당으로 평가받는다. 1951년에 개업하였고, 1952년 12월에 식당 허가를 받았으며, 대전시 영업허가 ‘1호’ 업소이다. 주인은 고향이 사리원인 실향민 김봉득 일가로, 대전에 정착하여 6.25 직후 대전에 처음으로 평양냉면을 소개하였다.현재는 대흥동, 둔산동, 오정동에서 자손들이 대를 이어 운영중이다.

## 메뉴
물냉면, 비빔냉면, 왕만두, 김치비빔, 불고기, 갈비탕, 양념갈비 등이 있다. 육수는 쇠고기와 동치미국으로 만든다.)

## 같이 보기
- 사리원면옥 사건